# Барановський Ярослав Володимирович
Яросла́в Барано́вський (псевдо: «Макар», «Лімницький»; 10 липня 1906, с. Темирівці, Галицький район, Івано-Франківська область — 1943, Львів) — український націоналіст, з 1933 — секретар Проводу ОУН, довірена особа Євгена Коновальця.
Відповідно до українського законодавства може бути залічений до борців за незалежність України у ХХ сторіччі.

Перший Конґрес Українських Націоналістів у Відні, 1929 рік. Сидять зліва направо 1 ряд: Юліан Вассиян, Дмитро Андрієвський, Микола Капустянський, Євген Коновалець, Микола Сціборський, Яків Моралевич, Володимир Мартинець, Микола Вікул. Стоять зліва направо 2 ряд: Іван Малько, Осип Бойдуник, Максим Загривний, Євген Зиблікевич, Петро Кожевників, Дмитро Демчук, Леонід Костарів, Олесь Бабій, Ріко Ярий, Михайло Антоненко, Зенон Пеленський. Стоять зліва направо 3 ряд : Юрій Руденко, Ярослав Барановський, Степан Охримович, Степан Ленкавський, Андрій Федина, Ярослав Герасимович, Теофіл Пасічник-Тарнавський, Олександр Згорлякевич

## Життєпис

### Юність
Народився в родині отця Володимира і Мальвіни Барановських. Виховувався в патріотичній сім'ї. У травні 1924 року закінчив Станиславівську гімназію та став студентом правничого факультету Львівського університету.
Ще під час навчання в гімназії Ярослав вступив до «Пласту» і УВО. Був членом 11-го Пластового полку ім. гетьмана Івана Мазепи. Крім того, був залучений Юліаном Головінським до «Летючої бригади» в якій був наймолодшим, але у 1924–1925 узяв участь у багатьох її акціях. Порушив правила конспірації і потрапив до рук поліції, зламався та видав криївку на вулиці Убоч, що дало можливість затримати решту учасників Летючої бригади. У підсумку так званого процесу «поштовців» (Львів, червень 1926) отримав найменший термін — три роки позбавлення волі.

### Подальше політичне життя
Після тюрми емігрував до Чехословаччини, де закінчив правничий факультет Карлового університету і здобув звання доктора права і суспільних наук. На еміграції познайомився з полковником Євгеном Коновальцем. На його пропозицію взяв участь у I Конгресі Українських Націоналістів. У Празі брав участь у житті секції «Зарево», душею якої був Олег Кандиба-Ольжич.
У лютому 1933 на 9-му з'їзді ЦЕСУС у Празі Барановського обрали президентом цієї української світової студентської організації. Підпорядковував український студентський рух націоналістам. Після арешту багатьох членів ЦЕСУС змушений був шукати іншого пристановища, тож перебирався до Відня. Там одружився з Анною Чемеринською, членом УВО, ОУН. Як президент ЦЕСУС виконував також обов'язки секретаря ПУН, міжнародного референта і вирішував справу легалізації Союзу в Австрії.
Президентом ЦЕСУС був до 1939 року. ІІ з'їзд ЦЕСУС, який відбувся у Відні в червні 1939 року, обрав його почесним президентом.
Особливо відзначився активністю у 1938 — в Карпатській Україні, а пізніше — на Лемківщині та Бойківщині.
Як секретар ПУН Барановський став членом вужчого проводу — найбільш наближених до Євгена Коновальця людей. У середині 1930-х років його вплив в ОУН настільки відчувався, що про нього почали говорити як про людину, яка визначає політику організації, є найближчим помічником Коновальця. В його обов'язки входили контакти з Краєм. Євген Коновалець безмежно довіряв Барановському, цінував його за відданість справі, патріотизм, принциповість. Саме «Макар» спланував і організував безпечний перехід через кордон Григорія Мацейка (після відомого атентату на Перацького), особисто зустрів його в Карпатах і подбав про подальшу його безпеку на території Чехословаччини.
Ярослав Барановський дуже боляче пережив трагічну смерть Євгена Коновальця в Роттердамі. Не раз він казав: «Чому, чому не мені судилася доля зустріти в Роттердамі Валюха?». Після смерти полковника Коновальця вождем ОУН та ПУН у серпні 1939 року було обрано Андрія Мельника. Ярослав Барановський кардинально впливав на політику нового лідера, що викликало спротив у Р.Ярого та діячів ОУН «у краю».

### Конфлікт в ОУН
Після падіння Польщі, коли багато членів ОУН вийшли з тюрем, почався тиск на Барановського. Після його категоричної відмови перейти на бік прихильників Степана Бандери останні почали вимагати від Голови ПУН полковника Андрія Мельника вивести з ПУН Ярослава Барановського, Омеляна Сеника і С.Чучмана. Голови ПУН полковника Андрія Мельника відмовився виконати ці вимоги. Революційний трибунал ОУН, очолюваний Іваном Мициком, спростував звинувачення проти Ярослава Барановського. На підставі присуду Голова ПУН відновив його в усіх правах. Авторитет Ярослава підірвав рідний брат Роман, який був платним донощиком польської поліції з 28.06.1929.
Нині кваліфіковані юристи та експерти, маючи доступ до архівів, спростували всі звинувачення проти Ярослава Барановського, і документи, за якими його було звинувачувано, визнали фальшивими. У спецповідомленні НКВС УРСР V4500/СН ЦК КП(б) України про роботу 5-го відділу УДБ НКВС УРСР йдеться про те, як вдалося обмовити одного із активних оунівців — Барановського, що нібито він співпрацював із польською розвідкою. Але постійні звинувачення дуже вплинули на молодого амбітного політика, і він поступово відійшов від організації. У вересні 1940 добровільно залишив ПУН і переїхав з дружиною до Кракова, а в 1941 — до Львова.

### Трагічна загибель
У травні 1942 року ОУН на українських землях очолив член ПУН Олег Кандиба-Ольжич. Він запросив Ярослава Барановського повернутися до політичної діяльності. Але вже 11 травня 1943 близько 13.00 Ярослава Барановського застрелили на розі сучасних вулиць І. Вакарчука та М. Устияновича у Львові.

### Після смерті
Похорон, що перетворився у велику процесію, відбувся 14 травня 1943 року на Личаківському цвинтарі. Домовину з каплиці, що на вул. Пекарській, несли Олег Ольжич, Юрій-«Уть» Соколовський, Богдан Онуфрик-Коник, Осип Бойдуник. Був також вінок від Голови ПУН полковника Андрія Мельника з написом «Мужньому воїнові — Андрій Мельник». Обряд похорону закінчився піснею «Ой Морозе, Морозенку», яку виконав хор під орудою Миколи Колесси.
Після арешту Олега Ольжича вдову Ярослава, Ганну Чемеринську, найближчу співробітницею Ольжича, яка залишилася у Львові, було заарештовано і вивезено до Берліна. В 1945 році її звільнили, а в 1953 році вона емігрувала до США.